# Jekatierina Riednikowa
Jekatierina Riednikowa, ros. Екатерина Редникова (ur. 17 maja 1973 w Moskwie) – rosyjska aktorka filmowa i teatralna. Zagrała w takich filmach jak Złodziej i The Man of No Return.

## Wybrana filmografia
- 2008: Podarunek dla Stalina jako Wiera
- 2006: The Man of No Return jako Wiera Kniaziewa
- 2006: Ostatni pociąg pancerny jako Sonia
- 2005: Archanioł jako Zinaida
- 2002: Bałałajka jako Tania
- 1997: Złodziej jako Katia

i inne